# Косилова, Елена Владимировна
Еле́на Влади́мировна Коси́лова (22 сентября 1966, Москва — 26 мая 2025, там же) — российский философ и писательница, доктор философских наук, доцент кафедры онтологии и теории познания философского факультета МГУ имени М. В. Ломоносова.

## Биография
Родилась в Москве 22 мая 1966 года. Мать была преподавателем иностранных языков МГУ имени М. В. Ломоносова, умерла в 2017 году, после чего родственников у Елены Косиловой, по её признанию, не осталось.
В 1990 году окончила биологический факультет МГУ по специальности «Физиология». С 1997 года работала на философском факультете МГУ. В 2002 году защитила кандидатскую диссертацию по философии на тему: «Культурологический анализ научной парадигмы в психиатрии: на примере антипсихиатрии и философии Р. Лэйнга», а в 2020 году — докторскую диссертацию на тему «Исследование центральных инстанций субъектности в свете данных психической патологии».
С 2005 года работала на кафедре онтологии и теории познания философского факультета МГУ, с 2011 года — в должности доцента. Вела семинары по курсу «Теория познания» (2005—2011). Читала спецкурсы «Философия психиатрии», «Философия психологии», «Парадигмы субъектности», «Философия музыки», «Современные проблемы философии», «Философия и когнитивные науки». На механико-математическом факультете МГУ с 2011 по 2025 год читала курс философии, а также «Историю и философию науки» для аспирантов. Сама Елена Косилова написала о своей манере преподавания так:

А я еще и преподаю на внешнем факультете мехмате. Для математиков философия входит в учебную программу, они ее обязаны сдать, но это левая нагрузка, они ее не заказывали. Объяснить им, что она имеет отношение к их жизни — это нетривиальная задача. Я на лекции машу руками, привожу примеры, формулирую броские тезисы, задаю вопросы, спорю с активистами.

Сфера интересов: философия математики, философия музыки, философские проблемы психиатрии.
С 2012 года в «Живом журнале» вела блог под названием «И гегели сыты, и кьеркегоры целы».
Писала книгу о феноменологической философии музыки с главой о турецкой рок-музыке. Вела сайт и Telegram-канал, посвящённые турецкому року.
Умерла от пневмонии 26 мая 2025 года в Москве. Похоронена на Перепечинском кладбище.

## Избранные труды
- Психиатрия: Опыт философского анализа / Московский гос. ун-т им. М. В. Ломоносова, Филос. фак. — М.: Проспект, 2014. — 272 с.: ил., табл. — ISBN 978-5-392-13132-7
- Философия возраста: Взаимосвязь экзистенциального и познавательного взросления человека. — М.: Ленанд, 2014. — 149 с. — ISBN 978-5-9710-0955-9
- О судьбах субъектов: Отношение «Субъект — Другие»: Формирование, адекватность, аутизм. — М.: URSS, 2016. — 448 с. — ISBN 978-5-9710-3561-9
- Парадигмы субъектности. — СПб.: Алетейя, 2021. — 181 с. — ISBN 978-5-00165-207-6
- Философия для студентов математических специальностей: учебное пособие. — М.: Издательство Московского университета, 2021. — 207 с. — ISBN 978-5-19-011634-2
- На пути к философии: Путевые размышления. — СПб.: Алетейя, 2022. — 296 с. — ISBN 978-5-00165-468-1
- Бессилие. — М.: Канон+РООИ «Реабилитация», 2023. — 256 с. — ISBN 978-5-88373-806-6

### В качестве переводчика
- Гомес Давила Николас. Схолии к имплицитному тексту / исп., рус. / пер. с исп. Е. Косиловой; под ред. В. Дворецкого. — М.: Канон+РООИ «Реабилитация», 2021. — 896 с. — (Памятники философской мысли). — ISBN 978-5-88373-650-5

## Художественная литература
- Фронтьера. Периферия. — М.: Издатель Александр Воробьев, 2015. — 68 с. — ISBN 978-5-93883-278-7

## Избранные публичные выступления
- Лекция «Философия хрупкого мира: Субъект как тот, кто говорит „НЕТ“», 2020, Философский факультет МГУ.
- Доклад «Что может дать философии изучение психической патологии? Проблема субъекта», 2020, Научно-учебная лаборатория трансцендентальной философии ВШЭ.
- Лекции Е. В. Косиловой по философии на ее канале на YouTube.
- Цикл лекций на открытой академической платформе «Сигнум», 2023:
  - Лекция 1: Введение. Что такое музыка?;
  - Лекция 2: Философия музыки: история;
  - Лекция 3: Семантика музыки.